# Petermanniaceae
Las petermaniáceas (nombre científico Petermanniaceae) son una familia de plantas originarias del este de Australia, donde son raras. Son enredaderas leñosas rizomatosas con hojas pecioladas con venación reticulada y zarcillos opuestos a las hojas. Las flores pequeñas, que nacen en inflorescencias cimosas, tienen un ovario ínfero y el fruto es carnoso. La inflorescencia y los zarcillos son terminales, pero se vuelven opuestos a las hojas a medida que son desalojados por el fuerte crecimiento de un brote axilar. La familia es reconocida por sistemas de clasificación modernos como el sistema de clasificación APG III (2009) y el APWeb (2001 en adelante) donde consta de un único género Petermannia F.Muell. con una única especie Petermannia cirrosa. La especie había sido incluida en Colchicaceae como la única especie del género Petermannia en APG (1998) y en el sistema de clasificación APG II del (2003), pero ahora se sabe que el ADN utilizado para hacer el análisis vino en realidad de una planta de Tripladenia cunninghamii que había sido mal identificada como Petermannia (M. W. Chase, datos no publicados, citado en Soltis et al. 2005: p.104). La verdadera Petermannia resultó ser hermana de (Colchicaceae + (Alstroemeriaceae sensu stricto + Luzuriagaceae)), en los Liliales, por lo que puede ser apropiado reinstaurar a la familia Petermanniaceae (como sugieren Soltis et al. 2005 y de hecho lo hacen el APG III y el APWeb).